# Přemyslovice
Přemyslovice település Csehországban, a Prostějovi járásban. Přemyslovice Pěnčín, Ptení, Stražisko, Konice, Laškov, Čechy pod Kosířem, Hluchov és Budětsko településekkel határos. Lakosainak száma 1213 fő (2024. január 1.).

## Népesség
A település lakosságának változását az alábbi diagram mutatja:
| Lakosok száma | 1624 | 1673 | 1644 | 1565 | 1415 | 1270 | 1282 | 1271 | 1253 | 1213 |
|               | 1869 | 1890 | 1921 | 1950 | 1980 | 2001 | 2017 | 2019 | 2022 | 2024 |